# بينيث مخطط
البينيث المخطط (الاسم العلمي: Sarda orientalis) هو نوع من الأسماك البحرية الذي يعتبر من نوع فرخيات. تظهر السجلات أنه تم اصطياد اسماك من هذا النوع وصل طولها إلى حوالي 102 سنتيمتر (40 بوصة)، على الرغم من أنها عادة لا يتجاوز طولها أكثر من 55 سنتيمتر (22 بوصة). تتواجد أسماك البينيث المخطَّط عبر منطقة المحيط الهادىء الهندي وشرق المحيط الهادئ، وتعيش في أعماق تتراوح بين 1–167 متر (3 قدم 3 بوصة–547 قدم 11 بوصة). يطلق على هذه الأسماك اسم بينيث الإسقمري أيضًا.